# Hombre
Hombre è un film statunitense del 1967 diretto da Martin Ritt e tratto da un racconto di Elmore Leonard.

## Trama
Arizona, tardo ottocento: il giovane John Russell, bianco di nascita ma pellerossa Apache d'adozione, campa in una riserva indiana catturando cavalli bradi, con la collaborazione di un paio di pellerossa autentici, e vendendoli ai bianchi, oltre a svolgere funzioni di polizia nella riserva indiana stessa. Un giorno viene convocato alla stazione di posta di un certo Delgado da Mendez, agente della compagnia che gestisce i trasporti locali tramite diligenza, per comunicazioni urgenti. L'ultra-ottantenne genitore di John ha lasciato questo mondo ed anche un testamento, ove nomina John erede dell'unica pensione del paese (muri in legno inclusi), gestita fino ad allora da una non più giovane ma ancor piacente e piuttosto attiva vedova, Jessie Brown. John si presenta alla pensione ma declina l'offerta di Jessie, mettersi in società con lei, lasciarle la gestione della locanda ed intascarsi la sua quota di proventi senza null'altro fare. La povera Jessie, incassato anche il rifiuto di sposarla da parte dell'amante, lo sceriffo Frank Braden, nonostante che per anni lei gli abbia offerto vitto, quello della locanda, ed alloggio, la sua camera da letto, fa le valigie.
Intanto alla stazione delle diligenze di Mendez si presenta una coppia, l'attempato dottor Alex Favor, delegato governativo per la vicina riserva indiana (dove è stato cresciuto John), e la giovane moglie Audra. I due hanno una gran fretta di partire e noleggiano una diligenza. Si aggregano, pagando il biglietto, John, che va a concludere il suo scambio cavalli-pensione, Doris, la moglie di Blake, giovane aiuto di Martinez anch'egli in partenza ma per servizio, Jessie, che vuol lasciare il paese per trovare una nuova sistemazione, ed un caporale in congedo. Costui deve tuttavia lasciare il posto in vettura all'ultimo arrivato, l'arrogante e violento Cicero Grimes.
Delgado fa sapere a Mendez che poche ore prima sono passati da quelle parti tre brutti ceffi a cavallo, il che allarma Favor: Mendez accetta il consiglio di seguire una vecchia e desueta strada che porta a una miniera. Ma i tre loschi individui compaiono con le pistole spianate e Grimes si unisce subito a loro. L'altra sorpresa, soprattutto per Jessie, è che uno dei tre è proprio il suo ex-amante, lo sceriffo Frank. L'oggetto delle brame banditesche sono i quattrini di Favor, avuti in modo illecito e destinati ai pellerossa. Staccati i cavalli dalla diligenza, Grimes se ne va con altri due brutti ceffi, prendendosi Audra come ostaggio. Rimangono a disarmare i passeggeri ed a sbrigare le ultime incombenze, i banditi Lamar Dean, depositario del malloppo, e l'ex-sceriffo. Costoro non si accorgono che John ha un altro fucile avvolto nella coperta che ha posato sul tetto della diligenza, per cui è per lui un gioco da ragazzi far fuori entrambi i felloni e prendersi lui il denaro.
Inizia quindi il calvario dei passeggeri: John, sapendo che i banditi torneranno per riprendersi il bottino, se ne vuole andare ma finisce col cedere alle insistenze degli altri ed accetta di far loro da guida. Dopo lunga marcia sui pendii il gruppo si imbatte nei banditi: breve scambio di colpi fra John ed uno di essi, il messicano, che rimane ferito, i banditi se ne vanno minacciando il gruppo degli sfortunati passeggeri di eliminare l'ostaggio, cosa che lascia John del tutto indifferente. Questi decide di rientrare alla miniera ed attendere là i nemici (lui ha sempre con sé il bottino), ma Favor decide di procedere per conto proprio. Giunto alla miniera, il gruppo si rifugia in una baracca sita a mezza costa, alla sommità di un breve tratto, rettilineo ma in forte pendenza, di un binario per carrelli di miniera. Anche Favor arriva, ma all'estremità bassa del binario.
Contro il parere di John, Jessie grida all'assetato Favor di prendere una borraccia lasciata da loro stessi poco vicino, il che rivela ai banditi in arrivo la posizione del gruppetto. Favor, dissetatosi, li raggiunge e Grimes sale disarmato fino a metà strada lungo il binario proponendo uno scambio: la moglie di Favor e la libertà di tutti in cambio dei quattrini. John non ci pensa due volte e gli spara, facendolo ruzzolare fino al fondo con due pallottole in corpo, per sua fortuna non mortali. Il messicano sbuca da un'altra baracca n fondo al binario e, facendosi scudo del corpo di Audra, la lega ad una rotaia: «Se non portate giù il malloppo, prima di sera la donna sarà arrostita dal sole» grida. Lungo dibattito fra i passeggeri e John, i primi sostengono la necessità di aiutare la povera Audra, John, cui di Audra non importa nulla, sostiene che dopo la consegna del denaro i banditi uccideranno sia la donna che il latore del bottino. Scocciato delle insistenze dei compagni di sventura, John si libera delle borse con i quattrini, offrendole a chi vorrà rischiare la pelle per salvare la donna, portandole ai banditi. Naturalmente Favor, quello più interessato, si guarda bene dal procedere, cosicché ci si offre Jessie. A quel punto John, affidato il denaro a Martinez con il compito di portarlo ai legittimi destinatari, cioè gli indiani derubati da Favor, riempie le borse con stracci e scende lungo  il binario, raccomandando a Billy, cui passa il fucile, di sparare al messicano non appena questi accenna ad estrarre la rivoltella. Liberata la donna, questa sale lungo le rotaie verso il gruppo di passeggeri, ponendosi così sulla traiettoria del fucile di Billy. Grimes esce dalla baracca semibarcollante, controlla le borse gettategli da John e scopre l'inganno. Cerca allora di sparare a John che, estratta la pistola, lo fa secco. Purtroppo anche il messicano, messo fuori tiro di Billy dalla posizione di Audra, spara e colpisce John il quale, prima di esalare l'ultimo respiro, lo fa a sua volta secco, risolvendo col suo sacrificio la situazione.

## Critica
«Insolito (e riuscito) western psicologico e liberal... Perfetta l'interpretazione che Newman riesce a dare» **½